# Фонтанеле (Козенца)
Фонтанеле (итал. Fontanelle) је насеље у Италији у округу Козенца, региону Калабрија.
Према процени из 2011. у насељу је живело 98 становника. Насеље се налази на надморској висини од 121 м.